# Templo Hùng King

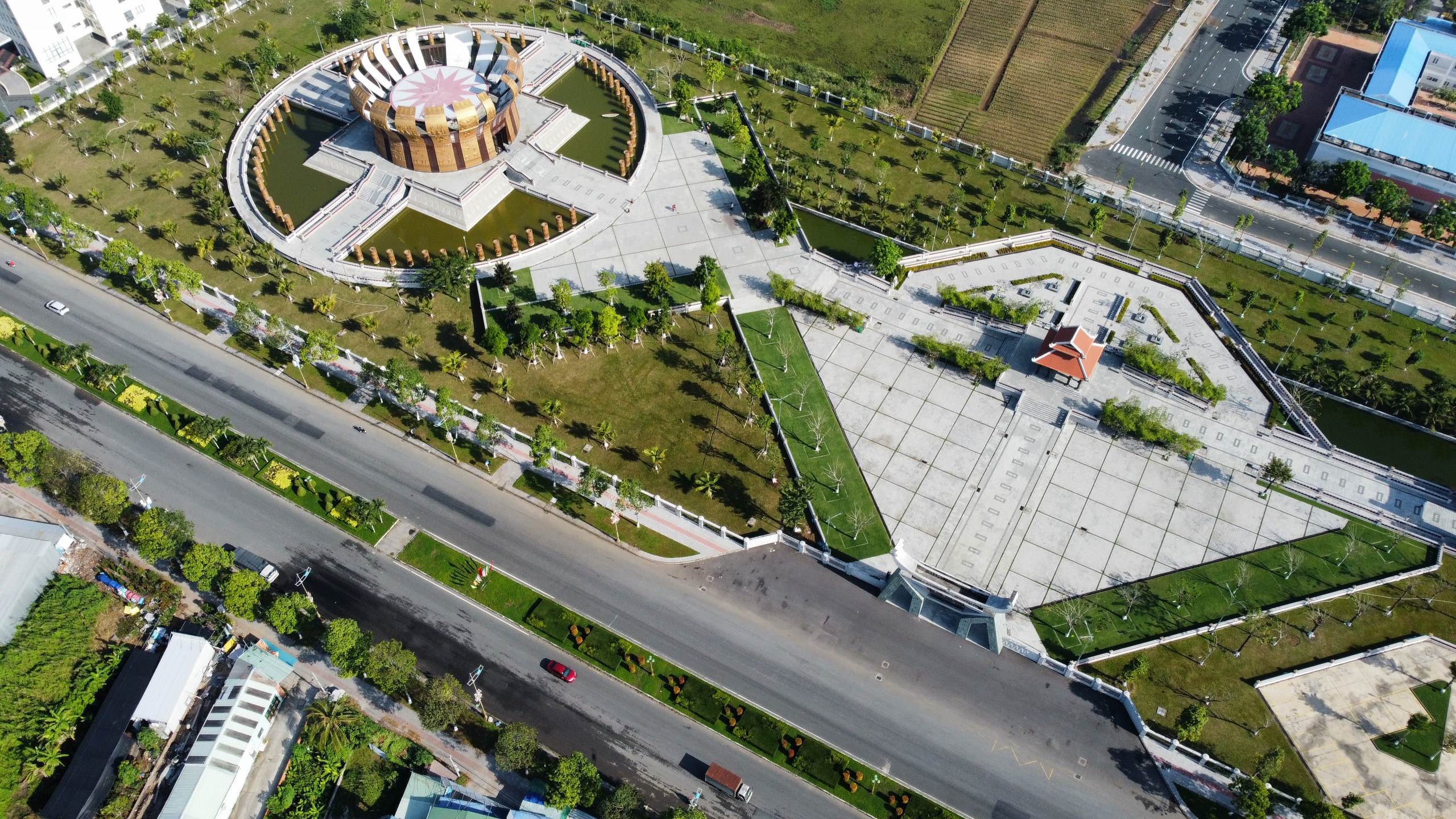
Vista aérea del Templo Hùng King

El Templo Hùng King es una instalación para adorar al Hung King ubicada en Can Tho, Vietnam. El templo tiene una superficie de más de 39.000 metros cuadrados, comenzó su construcción en junio de 2019 y fue inaugurado el 6 de abril de 2022. El templo principal está rodeado por un lago redondo sobre una base cuadrada, que simboliza la filosofía de "cielo redondo y tierra cuadrada", luego rodeado por 18 arcos que simbolizan las 18 generaciones de reyes Hung. Dentro del lago hay 54 pilares de piedra, que simbolizan la comunidad de 54 grupos étnicos en Vietnam, y también demuestran la combinación de la cultura del río y del agua en el delta del Mekong.